# Explosión del puente de Crimea de 2023
La explosión del puente de Crimea fue un ataque ocurrido el 17 de julio de 2023, aproximadamente a las 3:04 a. m. y a las 3:20 a. m. (EEST), durante la invasión rusa de Ucrania, cuando la Armada ucraniana atacó el Puente de Crimea, con dos drones marinos, dañando un tramo del puente de carretera y matando a dos civiles e hirieron a una niña. Ucrania luego admitió formalmente su responsabilidad en el ataque.
El puente ya fue atacado por los ucranianos en octubre de 2022 y nuevamente el 3 de junio de 2025, cuando el Servicio de Seguridad de Ucrania afirmó haber detonado explosivos submarinos que dañaron gravemente los pilares que sostenían el puente. El puente se reabrió poco después y a las 19:00 hora local, el tráfico volvió a la normalidad.

## Ataque

### Explosión
El jefe de gobierno de la República de Crimea, Serguéi Aksiónov, declaró que había ocurrido «una emergencia» en el 145.º soporte del puente, en el lado más cercano a Rusia, reportando graves daños en uno de los tableros del puente carretero, quedando intactos los apoyos. Aksyonov afirmó que «se estaban tomando medidas para restaurar la situación», y emplazó a la población a acceder a Crimea por tierra. La prensa ucraniana también informó de que «habían sido escuchadas explosiones» en el puente.
Grey Zone, canal de Telegram cercano al grupo Wagner, afirmó que las explosiones se escucharon a las 3:04 y 3:20 a. m., hora local.

### Daños
El puente resultó dañado en la explosión. Según la BBC, la superficie de la carretera resultó dañada, pero los soportes permanecieron intactos. El Long War Journal de la FDD dijo que «dos de los cuatro carriles del puente están totalmente inutilizables. El tramo adyacente para los otros dos carriles se desprendió, pero permanece en el pilar».
Una fuente cercana a los servicios de inteligencia ucranianos informó a Meduza que uno de los pilares resultó dañado. La fuente también indicó que el pilar dañado era el 145, en el lado ucraniano de la frontera internacional entre Ucrania y Rusia. Así mismo se publicaron imágenes en redes sociales donde se podían apreciar graves daños en el tablero del puente de carreteras, con una sección partida y colgando hacia las aguas. El ministerio de Transporte de Rusia también confirmó los daños en la calzada.
Evaluaciones posteriores revelaron que el tramo se había roto y se estimaba que las reparaciones durarían hasta noviembre. Sin embargo, el puente se reabrió al tráfico al día siguiente, aunque con un solo carril disponible. Posteriormente, el puente se cerró tanto al tráfico por carretera como por ferrocarril solo unos días después, tras un ataque a un depósito de municiones ruso en Crimea el 22 de julio. El puente se reabrió por completo el 14 de octubre.

### Víctimas
De acuerdo con el gobernador del óblast de Bélgorod, Viacheslav Gladkov, una madre y un padre de Bélgorod murieron a consecuencia de las explosiones, y su hija de 14 años quedó herida.

## Responsabilidad
Según diferentes medios, el ataque fue realizado por las fuerzas ucranianas utilizando drones marinos tipo Sea Baby y planeado por el Servicio de Seguridad de Ucrania (SBU) y la Armada de Ucrania. Mijailo Fédorov, ministro de Transformación Digital de Ucrania, confirmó que se habían utilizado drones navales. El portavoz de SBU en el Reino Unido dijo que se revelaría más información sobre el ataque al final de la guerra. Sin embargo, inmediatamente después del ataque, la portavoz del ejército ucraniano, Natalia Humeniuk, negó cualquier responsabilidad ucraniana en el ataque.
El Comité Antiterrorista de Rusia abrió una investigación criminal sobre el incidente.
El 21 de julio, el presidente Volodímir Zelenski dijo en el Foro de Seguridad de Aspen sobre el Puente de Crimea: «Esta es la ruta utilizada para alimentar la guerra con municiones y esto se hace a diario. Y militariza la península de Crimea... Para nosotros, esto es comprensiblemente una instalación enemiga construida fuera de las leyes internacionales y todas las normas aplicables. Entonces, comprensiblemente, este es un objetivo para nosotros. Y un objetivo que trae la guerra, no la paz, tiene que ser neutralizado».
El 22 de julio, el ministro de Defensa de Ucrania, Oleksii Réznikov, reconoció en una entrevista con la CNN que el puente de Crimea era un objetivo válido. Cuando se le preguntó si Ucrania buscaría desactivar el puente, respondió: «Es una táctica normal arruinar las líneas logísticas de su enemigo para detener las opciones de obtener más municiones, obtener más combustible, obtener más alimentos, etcétera. Es por eso que usaremos estas tácticas contra ellos».
El 3 de agosto, Ucrania admitió formalmente haber lanzado el ataque, y un funcionario dijo que era una prueba de que el país era más que capaz de penetrar las defensas de Rusia.

## Reacciones
La portavoz del ministerio de Asuntos Exteriores de Rusia, María Zajárova, acusó a Ucrania de atacar el puente «con la directa participación del Reino Unido y los Estados Unidos». El Comité Antiterrorista de Rusia afirmó que Ucrania utilizó vehículos de superficie no tripulados para atacar el puente, y abrió una investigación criminal para esclarecer los hechos. Horas después del ataque, Rusia suspendió su participación en los acuerdos con las Naciones Unidas para la exportación de cereal. Según el portavoz del Kremlin, Dmitri Peskov, no hay conexión entre este incidente y la decisión rusa. Peskov también declaró que el presidente ruso Vladímir Putin había sido informado de los hechos.
El día siguiente del ataque, el 18 de julio, las fuerzas rusas atacaron el sur de Ucrania con varios ataques aéreos. El Ministerio de Defensa ruso afirmó que los ataques a las ciudades portuarias ucranianas de Odesa y Mykolaiv fueron en represalia por la explosión del puente de Crimea. Ucrania afirmó que Rusia estaba atacando la infraestructura civil vinculada a las exportaciones de granos.
Según la BBC, fuentes dentro del Servicio de Seguridad de Ucrania (SBU) confirmaron su participación en el ataque, conjuntamente con fuerzas especiales de la armada ucraniana. Si bien ni el SBU ni el gobierno de Ucrania admitieron oficialmente ninguna responsabilidad en el ataque, aunque han afirmado vagamente que «todos los detalles acerca de las explosiones serán anunciados tras la victoria [de la guerra ruso-ucraniana]». Una portavoz de las fuerzas armadas afirmó que el ataque podría ser «una provocación de Moscú».
El 25 de marzo de 2024, el teniente general Vasyl Maliuk, jefe del SBU, dijo que Rusia ya no utilizaba el puente para trasportar municiones debido a los repetidos ataques ucranianos. Dijo: «Antes de nuestros exitosos ataques [en el puente], el tráfico diario oscilaba entre 42 y 46 trenes que transportaban armas y municiones... ahora solo hay entre cuatro y cinco por día. Cuatro son trenes de pasajeros y uno transporta mercancías generales». También dijo que Ucrania todavía tiene la intención de destruir el puente.
Históricamente, Ucrania ha considerado «ilegal» la construcción del puente por haberse realizado bajo ocupación militar, y que su utilización como ruta de suministro para las tropas involucradas en la invasión de Ucrania lo hace un objetivo legítimo. Ucrania no admitió su papel tras el ataque de octubre de 2022 hasta varios meses después, indirectamente.